# روز ريان
روز ريان (بالإنجليزية: Roz Ryan)‏ هي ممثلة أمريكية، ولدت في 7 يوليو 1951 بديترويت في الولايات المتحدة.

## أعمال

### أفلام
- (1997) هرقل
- (2009) اختراع الكذب[2]

## وصلات خارجية
- روز ريان على موقع IMDb (الإنجليزية)
- روز ريان على موقع قاعدة بيانات برودواي على الإنترنت (الإنجليزية)
- روز ريان على موقع قاعدة بيانات الفيلم (الإنجليزية)